# Rodríguez (Uruguay)
Rodríguez ist eine Stadt in Uruguay.

## Geographie
Rodríguez befindet sich auf dem Gebiet des Departamento San José in dessen Sektor 2. In einigen Kilometern westlicher Entfernung liegt die Departamento-Hauptstadt San José de Mayo und der Ort Raigón, während südöstlich Capurro, 18 de Julio und Ituzaingó gelegen sind. Zudem fließt unweit von Rodríguez im Westen der Arroyo Cagancha vorbei.

## Geschichte
Am 14. Juni 1960 wurde Rodríguez im Rahmen der gesetzlichen Regelung des Ley No. 12.733 der Status Villa zuerkannt.

## Infrastruktur
Durch Rodríguez führt die Ruta 45, die südlich des Ortes auf die Ruta 11 trifft, sowie die Eisenbahnlinie Montevideo – San José – Colonia.

## Einwohner
Die Einwohnerzahl von Rodríguez beträgt 2.604 (Stand: 2011), davon 1.248 männliche und 1.356 weibliche.
| Jahr | Einwohner |
| ---- | --------- |
| 1963 | 1.294     |
| 1975 | 1.577     |
| 1985 | 2.035     |
| 1996 | 2.354     |
| 2004 | 2.561     |
| 2011 | 2.604     |

Quelle: Instituto Nacional de Estadística de Uruguay